# Copa Colsanitas 2022
La Copa Colsanitas 2022 è un torneo femminile di tennis giocato sulla terra rossa. É la 24ª edizione della Copa Colsanitas nota per motivi di sponsor come Copa Colsanitas presentado por Zurich; fa parte della categoria WTA 250 nell'ambito del WTA Tour 2022. Si gioca al Centro De Alto Rendimento di Bogotà in Colombia, dal 4 al 10 aprile 2022.

## Partecipanti

### Teste di serie
| Nazionalità | Giocatrice                | Ranking* | Testa di serie |
| ----------- | ------------------------- | -------- | -------------- |
| Colombia    | Camila Osorio             | 34       | 1              |
| Brasile     | Beatriz Haddad Maia       | 62       | 2              |
| Svezia      | Rebecca Peterson          | 79       | 3              |
| Ungheria    | Panna Udvardy             | 83       | 4              |
| Francia     | Harmony Tan               | 91       | 5              |
| Slovacchia  | Anna Karolína Schmiedlová | 92       | 6              |
| Australia   | Astra Sharma              | 96       | 7              |
| Regno Unito | Harriet Dart              | 99       | 8              |

* Ranking al 21 marzo 2022.

### Altre partecipanti
Le seguenti giocatrici hanno ricevuto una Wild card per il tabellone principale:
- María Herazo González
- Yuliana Lizarazo
- Yuliana Monroy

Le seguenti giocatrici sono passate dalle qualificazioni:

- María Carlé
- Suzan Lamens
- Tatjana Maria
- İpek Öz
- Laura Pigossi
- Daniela Seguel

### Ritiri
Prima del torneo
- Marie Bouzková → sostituita da  Despina Papamichail
- Cristina Bucșa → sostituita da  Lucrezia Stefanini
- Mai Hontama → sostituita da  Sara Errani
- Nadia Podoroska → sostituita da  Ylena In-Albon
- Wang Qiang → sostituita da  Paula Ormaechea

## Partecipanti al doppio

### Teste di serie
| Nazione     | Giocatrice        | Nazione     | Giocatrice         | Rank1 | Seed |
| ----------- | ----------------- | ----------- | ------------------ | ----- | ---- |
|             | Natela Dzalamidze | Stati Uniti | Sabrina Santamaria | 113   | 1    |
| Romania     | Irina Maria Bara  | Georgia     | Ekaterine Gorgodze | 127   | 2    |
| Stati Uniti | Kaitlyn Christian |             | Lidzija Marozava   | 129   | 3    |
| Francia     | Elixane Lechemia  | Stati Uniti | Ingrid Neel        | 145   | 4    |

* Ranking al 21 marzo 2022.

### Altre partecipanti
Le seguenti coppie di giocatrici hanno ricevuto una wild card per il tabellone principale:
- Bárbara Gatica /  Rebeca Pereira
- María Herazo González /  Yuliana Lizarazo

## Punti
| Evento    | V   | F   | SF  | QF | 2T | 1T   | Q    | Q2   | Q1   |
| Singolare | 280 | 180 | 110 | 60 | 30 | 1    | 18   | 12   | 1    |
| Doppio    | 280 | 180 | 110 | 60 | 1  | N.D. | N.D. | N.D. | N.D. |

### Prize money
| Evento    | VW      | F       | SF      | QF     | 2T     | 1T     | Q2     | Q1   |
| Singolare | $43,000 | $21,400 | $11,500 | $6,175 | $3,400 | $2,100 | $1,020 | $600 |
| Doppio*   | $12,300 | $6,400  | $3,435  | $1,820 | $960   | N.D.   | N.D.   | N.D. |

*per team

## Campionesse

### Singolare
Tatjana Maria ha sconfitto in finale  Laura Pigossi con il punteggio di 6-3, 4-6, 6-2.
- È il primo titolo stagionale per la Maria, il secondo della carriera dopo quasi quattro anni.

### Doppio
Astra Sharma /  Aldila Sutjiadi hanno sconfitto in finale  Emina Bektas /  Tara Moore con il punteggio di 4-6, 6-4, [11-9].